# Cyanidine
Cyanidine is een natuurlijk voorkomende organische verbinding met als brutoformule C15H11O6+, waarbij het kation doorgaans vergezeld is van een anion zoals chloride of sulfaat. Het is een voorbeeld van een anthocyanidine (niet te verwarren met anthocyanen, welke glycosiden van anthocyanidinen zijn). Het is een pigment dat gevonden kan worden in verschillende rode vruchten, zoals druiven, blauwe bosbessen, bramen, kersen, veenbessen, vlierbessen, meidoorn, loganbessen, açaibessen en frambozen. Het kan ook gevonden worden in vruchten als appels en pruimen. Daarnaast kan het gevonden worden in rodekool en rode uien.
De stof heeft een karakteristieke rood-oranje kleur, hoewel dit van de pH afhangt; oplossingen van de stof zijn rood bij pH < 3, violet bij pH 7-8 en blauw bij pH > 11. De hoogste concentraties cyanidine zijn te vinden in de schil van de vrucht.

## Effecten op het menselijk lichaam
Cyanidine, net als andere anthocyanidinen, heeft vermeende antioxidant- en radicaalafvang-effecten, welke mogelijk cellen beschermen tegen oxidatieve schade en de kans op hart- en vaatziekten en kanker verminderen. Er bestaat een theorie volgens welke inname van cyanidinen obesitas en diabetes tegengaat.
Andere onderzoeken geven over het algemeen aan dat de glucosideafgeleide van cyanidine een rol kan spelen in kankertherapie.

## Lijst van cyanidinederivaten
- antirrhinine (cyanidine-3-rutinoside of 3-C-R)
- cyanidine 3-O, te vinden in rode ui
- cyanidine 7-O, te vinden in rode ui
- cyanidine 3,4′-di-O-β-glucopyranoside, te vinden in rode ui
- cyanidine 4′-O-β-glucoside, te vinden in rode ui
- chrysanthemine (cyanidine-3-O-glucoside), te vinden in zwarte bessen